# Leif Simonsen
Leif Simonsen (født 2. juli 1945 i Hoven) er en forhenværende officer i Flyvevåbnet.
Han blev 1961 flyverkonstabelelev, 1962 flyverkonstabel, 1964 sergent, 1965 flyverløjtnant 2 af reserven, gennemgik 1966-68 Forsvarets Gymnasium, blev 1967 flyverløjtnant 1 af reserven, gennemgik i 1968-70 Flyvevåbnets Officersskole, blev 1970 premierløjtnant af reserven, 1971 premierløjtnant af A-linjen, gennemgik 1971-72 Undergraduate Pilot Training i USA, var 1972-77 pilot i Eskadrille 725, 1975 kaptajn af A-linjen, 1977-78 på Experimental Test Pilot Course, USAF Test Pilot School, Edwards AFB, USA, 1978-82 ved Flyvertaktisk Kommando, 1980 major af A-linjen, gennemgik 1982-83 Stabskursus II på Forsvarsakademiet, var i årene 1983-86 chef for Eskadrille 727, blev 1986 oberstløjtnant, var 1986-90 afdelingschef for Flyvestation Skrydstrup og 1990-94 for Flyvertaktisk Kommando, blev 1993 midlertidig oberst, 1994 oberst, 1994-95 stabschef ved Flyvertaktisk Kommando og 1995-97 afdelingschef for Udviklingsafdelingen (PLU) under Forsvarsstaben. 1998-99 gennemgik han Royal College of Defence Studies, England. Han blev 1999 generalmajor og var chef for Personelstaben (CH/PS) under Forsvarsstaben, og fra 2000 til 2005 var han chef for Flyvertaktisk Kommando. 1. august forlod han denne post og blev efterfulgt af Stig Østergaard Nielsen.
27. maj 2002 blev han Kommandør af 1. grad af Dannebrogordenen. 1. oktober 1999 modtog han Medaljen for Udmærket Lufttjeneste og bærer også Hæderstegnet for god tjeneste ved Flyvevåbnet.